# The Essential Alice in Chains
Albums de Alice in Chains
Greatest Hits
(2001) Black Gives Way to Blue
(2009)
The Essential Alice in Chains est une compilation sur deux disques de chansons d'Alice in Chains. C'est la neuvième entrée de la discographie du groupe (hors extended plays).

## Liste des morceaux

### Disque 1
1. We Die Young
2. Man In The Box
3. Sea Of Sorrow
4. Love, Hate, Love
5. Am I Inside
6. Brother
7. Got Me Wrong
8. Right Turn
9. Rain When I Die
10. Them Bones
11. Angry Chair
12. Dam That River
13. Dirt
14. God Smack
15. Hate To Feel
16. Rooster

### Disque 2
1. No Excuses
2. I Stay Away
3. What The Hell Have I (Remix)
4. A Little Bitter (Remix)
5. Grind
6. Heave Beside You
7. Again
8. Over Now (Unplugged Version)
9. Nutshell (Unplugged Version)
10. Get Born Again
11. Died
12. Would ?